# 巨狼
巨狼（きょろう、Werewolf）とは、ファンタジー作家J・R・R・トールキンの作品『シルマリルの物語』中の世界中つ国の歴史に登場する悪魔の一種族である。

## 概要
大きさを除けば姿形はほとんど狼だが、魔力や言語能力、毒牙などを兼ね備えており、その実態は悪霊をその身に宿した怪物である。バルログ同様、冥王モルゴスによって堕落させられたマイアだとも、サウロンの死霊術によって捉えられた霊を獣の肉体に封じたものだとも言われている。シンダール語ではガウアホスと呼ばれる。後代に現れたワーグとどのような関連性があるのかは不明瞭だが、ワーグよりも遥かに巨大で強力だった。巨狼の祖とされているのはドラウグルイン。そして史上最強の狼とされるアングバンドの門番カルハロスなどが名を知られている。
第一紀に巨狼の主であるサウロンが根城とした孤島トル＝イン＝ガウアホスを拠点に巣食っていたが、そこの地下牢に囚われていたベレンを助けるためにルーシエンと共にやって来た、運命の庇護を受けた神の猟犬フアンによって次々と殺されていった。巨狼の祖ドラウグルインが倒れた後に、サウロン自ら未だこの世に現れたことのない強大な巨狼に変身して戦ったが、ルーシエンの眠りの魔力とフアンの強大さの前に、島から敗走せざるを得なかった。島からサウロンの魔力が消失すると同時に、サウロンの下僕であった吸血蝙蝠たちや、他の怪物たちと同様に毛皮のみを残して滅び去った。
なお、毛皮を着るとその持ち主の巨狼に変化することが可能となる。後にベレンがドラウグルインの毛皮を纏って彼に変装することになる。

## 語源
英語におけるWerewolfとは、近年では一般に狼男のことを指すが、トールキン世界の巨狼たちは獣人に変身することはないので、単語を目にするだけでは人狼と混同する可能性がある。第三紀には「狼人(おおかみびと)」がモルドール軍に所属していたとされているが、これは『指輪物語』におけるWerewolfの異訳であり、『シルマリルの物語』における巨狼と同じものなのかどうかは劇中に登場しないためハッキリしない。なおこれらを題材にした二次創作品に当たるテレビゲーム等では人狼が登場することもある。

## 知られる個体

### ドラウグルイン - Draugluin
第一紀にサウロンに仕えた巨狼。その名にはシンダール語で「蒼い狼」（draug＋luinで狼＋青）を意味する。後述のカルハロスを始めとした、アングバンドの巨狼の祖であり、悪事にかけては百戦錬磨の恐るべき怪物であったとされている。巨狼の中でもとくに強力な悪霊であり、絶大な力を誇っていた。主人であるサウロンへの忠義心は厚く、おのが死の間際までも身を捧げた。吸血蝙蝠のスリングウェシルと共に、サウロンの配下として地上を恐怖に陥れた。
トル＝イン＝ガウアホスにルーシエンとフアンがやって来て、次々と巨狼達を葬り去っていったため、ついにサウロンの命によりフアンを倒すべく差し向けられた。強大な力をもつ二頭の戦いは熾烈であったが、結果はフアンの勝利に終わる。その後、傷ついた体で主人の下へ帰り着き、宿敵の来襲を伝えて力尽きた。ルーシエン一行の一人ベレンは、彼の毛皮を後のアングバンド潜入時に着用した。

### カルハロス - Carcharoth
別名はアンファウグリア（Anfauglir）で、「渇きの顎」を意味する。
「赤顎」を名の意味にもつ、中つ国史上最大の巨狼。ヴァリノールの猟犬フアンの運命はモルゴスも聞き及んでおり、これに際して冥王は、自ら祖狼の血脈を引き継ぐ仔狼を選び出し、手ずから生き餌を与えて育てた。その結果モルゴスの地獄の炎と苦悶と飢えがその身に宿り、成長したカルハロスは、アングバンドの地下に収まらないほどに巨大化し、身の毛もよだつような強大な怪物と化した。そして、アングバンドの城塞の鉄壁の守護者として眠ることなく警護についた。如何なるものもその防御を通すことは敵わなかった。
その後シルマリルを手に入れるためベレンとルーシエンがアングバンドの城門に到着した際にカルハロスと対面する。二人はドラウグルインの毛皮とスリングウェシルの皮翼を使って化けていたが、ドラウグルインの訃報を耳にしていたために、疑念を抱いたカルハロスによって止まるよう命じられ地下要塞に入ることが叶わなかった。しかしその時、ルーシエンに流れる母メリアンから受け継いだマイアの血筋の力が発動し、カルハロスは眠りに落ちて侵入を許してしまう。だが二人が首尾よくシルマリルの一つを手に入れて逃走を図る時分、すでに怒れる門番は覚醒していた。憤怒の巨狼が侵入者たちの行く手をふさいだので、ベレンはヴァルダによって浄められたシルマリルから発せられる聖なる光が、不浄のものを退散させるであろうことに望みを賭け宝玉を怪物に見せつけた。しかし、カルハロスは怯むどころか今度は宝石の持つ魔の魅力に翻弄され、ベレンの右腕とシルマリルを一緒に喰ったのである。
すると、カルハロスの腹に入ったシルマリルは怪物を内側から焼き始め、カルハロスは凄まじい苦痛に苛まれた。その苦しみの余りとうとう狂ったこの巨狼は、恐ろしいほどに暴れ始め、アングバンドから移動しその足でベレリアンドを南下、道中の一帯を攻撃して回った。この怪物がおこした狂乱はアングバンドの滅亡以前にベレリアンドを襲ったあらゆる災難の中でも、最も恐ろしいものであったという。その後、シルマリルの力が加わったカルハロスはメリアンの魔法帯を突破しドリアスに至った。そしてこの脅威を排除するため狼狩りが編成されることとなった。狩りには時のシンゴル王自ら参加し、それに強弓のベレグ、武骨者マブルング、任務を終えたベレンとフアンという猛者らが加わった。捜索の果て、巨狼はエスガルドゥインの川辺で見つかった。ついにここに、カルハロスとフアンの運命付けられていたおそろしい死闘が繰り広げられることとなった。猟犬の吠える声にはオロメの角笛とヴァラールの怒りが、巨狼の咆哮にはモルゴスの憎悪と鋼鉄の歯よりも酷い悪意が込められていた。この闘いの最中、岩は裂けて崩れ落ち、エスガルドゥインの滝を埋めた。
死闘の果てに、カルハロスの毒牙によってフアンとシンゴル王の盾になったベレンが命を落としたが、同時に巨狼自身も宿敵の牙にかかり息絶えた。その後、マブルングの手により裂かれた怪物の腹の内部より、喰いちぎられたベレンの右腕とともにシルマリルが無事に取り出された。この時のカルハロスの体内はシルマリルによって殆どが焼却されていた。しかしマブルングが宝玉に触れようとすると、ベレンの手はもはや見えず、シルマリルだけがそのまま残った。
初期の設定ではカルハロスはその名をカルカラス（Karkaras、刃の牙の意）といい、彼が巨狼の祖であるとされていた。彼の外見は巨大な灰色狼であったとされる。